# Волков, Юрий (эстонский футболист)
Юрий Волков (эст. Juri Volkov; 19 декабря 1970, Таллин) — советский и эстонский футболист, полузащитник.

## Биография
В 1988 году был в составе таллинской «Нормы», ставшей победителем чемпионата Эстонской ССР среди КФК. После распада СССР продолжал играть за «Норму» в независимом чемпионате Эстонии. Двукратный чемпион (1992, 1992/93) и серебряный призёр (1993/94) чемпионата страны, обладатель (1993/94) и финалист (1992/93) Кубка Эстонии. В 1992 году сыграл один матч в Лиге чемпионов. В сезоне 1992/93 забил 10 голов в чемпионате, но с этим результатом стал четвёртым снайпером своей команды, а во всей лиге не вошёл в топ-10. После вылета «Нормы» из высшего дивизиона летом 1995 года сыграл ещё два матча за клуб в первой лиге.
Осенью 1995 года вместе с группой эстонских игроков выступал за клуб третьего дивизиона Финляндии «Каухайоен Карху». В начале 1996 года перешёл в «Марлекор», где провёл полтора сезона, стал бронзовым призёром чемпионата Эстонии 1995/96. В сезоне 1996/97 стал лучшим бомбардиром клуба и седьмым бомбардиром чемпионата с 6 голами.
С 1997 года играл за клубы первой лиги «Олимп» (Маарду), «Левадия» (Маарду), «Таллинна Ялгпалли Клуби», а также за ряд клубов низших лиг. С «Левадией» в осеннем сезоне 1998 года стал победителем первой лиги.
Всего в высшем дивизионе Эстонии сыграл 74 матча и забил 19 голов.